# Castle Wolfenstein
Castle Wolfenstein, es un videojuego de acción y aventura desarrollado y distribuido por Muse Software, para el Apple II y portado posteriormente a otras plataformas. Ambientado en la Segunda Guerra Mundial el juego sitúa al jugador en la piel de un prisionero aliado. La misión del prisionero es escapar del fuertemente custodiado calabozo y destruir los planes de los nazis.

## Recepción
Desde su debut en septiembre de 1981 hasta junio de 1982, Castle Wolfenstein vendió 20.000 copias.
El videojuego fue favorablemente criticado por la revista Creative Computing. La versión de Apple II recibió un certificado al mérito en la categoría de "Computer Game of the Year" en el cuarta entrega de los Arkie Awards. Ahoy! definió al videojuego como adictivo. Antic prefirió la versión de Atari 800 antes que la de Apple II, y la definió como «lousy sound and black-white-green-purple graphics».
Una encuesta de 1991 sobre estrategia y guerra realizada por la revista Computer Gaming World le dio una puntuación a Castle Wolfenstein de 1,5/10. No obstante, en 1996, la revista posicionó al videojuego en el 116.º mejor videojuego.

## Legado
El videojuego se volvió tan popular que en 1984 se creó un simulador para el mismo.
En 1983 un hack llamado Castle Smurfenstein sustituyó a los nazis por pitufos, y fue considerado como uno de los ejemplos más tempranos de mods.